# Estado obrero deformado
En la teoría política trotskista, los estados obreros deformados son estados donde la clase capitalista ha sido derrocada, la economía es en gran medida de propiedad estatal y planificada, pero no hay democracia interna ni control obrero de la industria. En un estado obrero deformado, la clase trabajadora nunca ha tenido el poder político como lo tuvo en Rusia poco después de la Revolución Rusa. Estos Estados se consideran deformados porque sus estructuras políticas y económicas han sido impuestas desde arriba (o desde fuera) y porque las organizaciones revolucionarias de la clase trabajadora están aplastadas. Al igual que un estado obrero degenerado, un estado obrero deformado se considera un estado que no puede estar en transición al socialismo.
La mayoría de los trotskistas citan ejemplos de estados obreros deformados hoy en día que incluyen a Cuba, la República Popular China, Corea del Norte y Vietnam. El Comité por una Internacional de los Trabajadores también ha incluido a estados como Siria o Birmania en momentos en que han tenido una economía nacionalizada.

## Historia
El concepto de estados obreros deformados fue desarrollado por los teóricos de la Cuarta Internacional después de la Segunda Guerra Mundial, cuando la Unión Soviética había derrotado militarmente a la Alemania nazi y se había creado el Bloque del Este. Tomando el concepto de León Trotski de la Unión Soviética como un estado obrero degenerado, el Tercer Congreso Mundial de la Internacional de 1951 describió los nuevos regímenes como estados obreros deformados. En lugar de defender una revolución social, como en los países capitalistas, la Cuarta Internacional abogó por una revolución política para derrocar a la burocracia estalinista en la Unión Soviética (que estaba degenerada) y en los estados amortiguadores.
Este enfoque ha sido defendido por las corrientes trotskistas que trazan su continuidad política a través de los Congresos Mundiales entre 1951 y 1965, como la Cuarta Internacional reunificada y el CIT. La Liga por la Quinta Internacional sostiene que los estados de Europa del Este eran estados obreros degenerados, en el sentido de que estaban "degenerados desde el nacimiento" y estaban degenerados cualitativamente en lugar de tener deformaciones cuantitativas. Por tanto, sería necesaria una revolución política.[cita requerida]
Aquellas corrientes trotskistas que se separaron de la Cuarta Internacional antes de 1948 por diferencias con Trotsky sobre la Unión Soviética tienden a no estar de acuerdo con esta interpretación y han adoptado teorías que describen a los estados estalinistas de la posguerra como capitalistas de estado o colectivistas burocráticos.
Algunos grupos trotskistas como Acción Socialista, si bien tienen algunos desacuerdos con la dirección cubana, consideran a Cuba un estado obrero saludable. Otros, como el Partido Socialista de la Libertad, dicen que la República Popular China ha ido demasiado lejos en el camino de la restauración capitalista como para ser considerada un estado obrero deformado.[cita requerida]